# Antofagasta de la Sierra (sopka)
Antofagasta de la Sierra je název menšího vulkanického pole, sestávajícího z několika struskových kuželů, které se nachází stranou od hlavních andských vulkanických řetězů v argentinské provincii Catamarca. Struskové kužely a s nimi asociované lávové proudy jsou složeny převážně z bazaltu a andezitu. Bližší údaje o poslední aktivitě nejsou známy, ale vzhled hornin vypadá poměrně svěže, což poukazuje na jejich relativně mladý věk, přibližně několik tisíc let.